# Atlètic Club d’Escaldes
Atlètic Club d’Escaldes – klub piłkarski z Andory z siedzibą w Les Escaldes, grający w Primera Divisió. Mistrz Andory z sezonu 2022/2023.

## Historia
2002/03 – 3. w II lidze.

2003/04 – 1. w II lidze – awans do I ligi.

2004/05 – 7. miejsce (8. w rundzie zasadniczej).

## Europejskie puchary
Legenda do wszystkich tabel:
- Q – runda eliminacyjna, 1/16, 1/8, 1/4, 1/2 – odpowiednia faza rozgrywek, Grupa – runda grupowa, 1r gr – pierwsza runda grupowa, 2r gr – druga runda grupowa, F – finał, R – runda, PO – play-off
- k. – rzuty karne, los. – losowanie, Dogr. – dogrywka, w. – zasada bramek strzelonych na wyjeździe

| Sezon   | Rozgrywki               | Runda | Klub                | Dom     | Wyjazd  | Ogólnie    |
| ------- | ----------------------- | ----- | ------------------- | ------- | ------- | ---------- |
| 2022/23 | Liga Konferencji Europy | 1Q    | Gżira United        | 0–1     | 1–1     | 1–2, Dogr. |
| 2023/24 | Liga Mistrzów           | PQ    | Budućnost Podgorica | 0–3 (N) | 0–3 (N) | 0–3 (N)    |
| 2023/24 | Liga Konferencji Europy | 2Q    | Partizani Tirana    | 0–1     | 1–4     | 1–5        |
| 2024/25 | Liga Konferencji        | 1Q    | F91 Dudelange       | 0–1     | 0–2     | 0–3        |
| 2025/26 | Liga Konferencji        | 1Q    | F91 Dudelange       | 2–0     | 3–2     | 5–2        |
| 2025/26 | Liga Konferencji        | 2Q    | Dinamo Tirana       | 1–2     | 1–1     | 2–3        |

## Obecny skład
Na podstawie:
(stan na 27 czerwca 2023)
| Poz. | Imię i nazwisko    | Data urodzin         | Obywatelstwo       |
| ---- | ------------------ | -------------------- | ------------------ |
| BR   | Víctor López       | 28 listopada 2001    | Hiszpania          |
| BR   | Saúl Gracia        | 11 kwietnia 2000     | Hiszpania          |
| BR   | Julián Pedernera   | 1 lipca 2002         | Argentyna          |
|      |                    |                      |                    |
| OB   | Javi Morales       | 3 lutego 1993        | Hiszpania          |
| OB   | Álex Sánchez       | 19 stycznia 1992     | Hiszpania          |
| OB   | Marcel Sgrò        | 27 maja 1997         | Hiszpania          |
| OB   | Moisés San Nicolás | 17 września 1993     | Andora Belgia      |
| OB   | Aleix Cisteró      | 25 czerwca 1993      | Hiszpania          |
| OB   | Jilmar Torres      | 18 maja 1994         | Kolumbia Hiszpania |
| OB   | Victor Maffeo      | 18 września 2000     | Hiszpania          |
| OB   | Sébastien Agüero   | 17 sierpnia 1993     | Francja Hiszpania  |
|      |                    |                      |                    |
| PO   | Julen Bernaola     | 29 kwietnia 1999     | Hiszpania          |
| PO   | Martí Riverola     | 26 stycznia 1993     | Hiszpania          |
| PO   | Hamza Ryahi        | 11 marca 1994        | Hiszpania Maroko   |
| PO   | David Rodríguez    | 1 stycznia 1999      | Hiszpania          |
| PO   | Víctor Pérez       | 12 stycznia 1988     | Hiszpania          |
| PO   | Gemelson Vieira    | 4 sierpnia 1992      | Benin Portugalia   |
| PO   | Nikola Zugic       | 30 stycznia 1990     | Serbia Portugalia  |
| PO   | Víctor Alonso      | 24 grudnia 1994      | Hiszpania          |
|      |                    |                      |                    |
| NA   | Jorge Bolivar      | 18 lipca 1997        | Hiszpania          |
| NA   | Alex Martínez      | 10 października 1998 | Andora             |
| NA   | Xavi Puerto        | 12 września 1991     | Hiszpania          |
| NA   | Carlos Sagüés      | 10 lipca 1998        | Hiszpania          |
| NA   | Guillaume Lopez    | 30 stycznia 1999     | Francja            |
| NA   | Víctor Casadesús   | 28 lutego 1985       | Hiszpania          |